# Abdel Metalsi
Abdelaziz (Abdel) Metalsi (Utrecht, 19 april 1994) is een in Nederland geboren Bosnisch voetballer, die bij voorkeur speelt als verdediger.

## Clubcarrière
Metalsi speelde in de jeugdopleiding van SV Argon waarna hij in 2011 naar Vitesse vertrok. In het seizoen 2014/15 werd hij met Jong Vitesse kampioen van de Beloften Eredivisie. Metalsi zat een keer bij de selectie namens Vitesse 1 in de Eredivisie thuiswedstrijd tegen sc Heerenveen
Op 4 juni 2015 tekende Metalsi een tweejarig contract bij Almere City. Hij maakte op 7 augustus 2015 zijn basisdebuut in de seizoensopener tegen VVV-Venlo. Metalsi speelde de volledige wedstrijd. Hij scoorde zijn eerste doelpunt in het betaalde voetbal op 2 oktober 2015 in de met 4-0 gewonnen wedstrijd tegen FC Emmen.
Op 16 juni 2017 verkaste hij transfervrij naar het Bosnische Mladost Doboj Kakanj. Medio 2018 liep zijn contract af en keerde hij terug naar Nederland. In januari 2019 sloot hij aan bij FC Lienden dat in de Tweede divisie uitkomt. In september 2019 tekende hij bij het Slowaakse ŠKF Sereď en keerde zodoende terug in het professionele voetbal. Hier vertrok hij echter na vier maanden. Medio 2020 ging hij naar Sportlust '46. Met ingang van het seizoen 2023/24 sloot hij aan bij de Utrechtse vierdedivisionist D.H.S.C..

## Carrièrestatistieken
| Seizoen         | Club                 |                                | Competitie      | Competitie | Competitie | Beker | Beker | Totaal | Totaal |
| Seizoen         | Club                 | Wed.                           | Competitie      | Dlp.       | Wed.       | Dlp.  | Wed.  | Dlp.   |        |
| --------------- | -------------------- | ------------------------------ | --------------- | ---------- | ---------- | ----- | ----- | ------ | ------ |
| 2015/16         | Almere City          | Vlag van Nederland             | Eerste divisie  | 14         | 1          | 2     | 0     | 16     | 1      |
| 2016/17         | Almere City          | Vlag van Nederland             | Eerste divisie  | 11         | 0          | 0     | 0     | 11     | 0      |
| 2017/18         | Mladost Doboj Kakanj | Vlag van Bosnië en Herzegovina | Premijer Liga   | 18         | 0          | 1     | 0     | 19     | 0      |
| 2019/20         | ŠKF Sereď            | Vlag van Slowakije             | Fortuna Liga    | 5          | 0          | 1     | 0     | 6      | 0      |
| Carrière totaal | Carrière totaal      | Carrière totaal                | Carrière totaal | 48         | 1          | 4     | 0     | 52     | 1      |

## Interlandcarrière

### Bosnië en Herzegovina -21
Metalsi kwam uit voor Bosnië en Herzegovina onder 21 tijdens de kwalificatie voor het EK 2015. Hij maakte zijn debuut op 5 september 2014 in de wedstrijd tegen Oostenrijk.
| Interlands van Abdel Metalsi voor Bosnië en Herzegovina -21 | Interlands van Abdel Metalsi voor Bosnië en Herzegovina -21 | Interlands van Abdel Metalsi voor Bosnië en Herzegovina -21 | Interlands van Abdel Metalsi voor Bosnië en Herzegovina -21 | Interlands van Abdel Metalsi voor Bosnië en Herzegovina -21 | Interlands van Abdel Metalsi voor Bosnië en Herzegovina -21 | Interlands van Abdel Metalsi voor Bosnië en Herzegovina -21 |
| №                                                           | Datum                                                       | Wedstrijd                                                   | Uitslag                                                     | Soort wedstrijd                                             | Doelpunten                                                  |                                                             |
| Als speler bij SBV Vitesse                                  | Als speler bij SBV Vitesse                                  | Als speler bij SBV Vitesse                                  | Als speler bij SBV Vitesse                                  | Als speler bij SBV Vitesse                                  | Als speler bij SBV Vitesse                                  | Als speler bij SBV Vitesse                                  |
| ----------------------------------------------------------- | ----------------------------------------------------------- | ----------------------------------------------------------- | ----------------------------------------------------------- | ----------------------------------------------------------- | ----------------------------------------------------------- | ----------------------------------------------------------- |
| 1.                                                          | 5 september 2014                                            | Oostenrijk - Bosnië en Herzegovina                          | 2 – 0                                                       | Kwalificatie Ek-21 2015                                     | 0                                                           |                                                             |
| 2.                                                          | 8 september 2014                                            | Bosnië en Herzegovina - Hongarije                           | 1 – 4                                                       | Kwalificatie EK-21 2015                                     | 0                                                           |                                                             |